# 21e cérémonie des Razzie Awards
La 21e cérémonie des Razzie Awards a eu lieu le 24 mars 2001 à l'hôtel Radisson-Huntley de Santa Monica (Californie) pour distinguer les pires productions de l'industrie cinématographique durant l'année 2000.
Le film de science-fiction Battlefield Earth s'est distingué en remportant les 7 catégories pour lesquelles il était nommé.

## Palmarès
Les lauréats de chaque catégorie sont en premier et en gras dans chaque section.

### Pire film
Battlefield Earth de Roger Christian, avec John Travolta, Barry Pepper et Forest Whitaker
- Blair Witch 2 : Le Livre des ombres de Joe Berlinger, avec Kim Director
- Les Pierrafeu à Rock Vegas de Brian Levant, avec Mark Addy et Stephen Baldwin
- Little Nicky de Steven Brill, avec Adam Sandler
- Un couple presque parfait de John Schlesinger, avec Rupert Everett, Madonna et Benjamin Bratt

### Pire acteur
John Travolta dans Battlefield Earth et Le Bon Numéro
- Leonardo DiCaprio dans La Plage
- Adam Sandler dans Little Nicky
- Sylvester Stallone dans Get Carter
- Arnold Schwarzenegger pour le vrai Adam Gibson dans À l'aube du sixième jour

### Pire actrice
Madonna dans Un couple presque parfait
- Kim Basinger dans L'Élue et Je rêvais de l'Afrique
- Melanie Griffith dans Cecil B. Demented
- Bette Midler dans Isn't She Great
- Demi Moore dans D'un rêve à l'autre

### Pire couple à l'écran
John Travolta et toute autre personne à l'écran avec lui dans Battlefield Earth
- Deux acteurs quelconques dans Blair Witch 2 : Le Livre des ombres
- Richard Gere et Winona Ryder dans Un automne à New York
- Madonna et, soit Rupert Everett, soit Benjamin Bratt, dans Un couple presque parfait
- Arnold Schwarzenegger (le vrai Adam Gibson) et Arnold Schwarzenegger (le clone d'Adam Gibson) dans À l'aube du sixième jour

### Pire second rôle masculin
Barry Pepper dans Battlefield Earth
- Stephen Baldwin dans Les Pierrafeu à Rock Vegas
- Keanu Reeves dans The Watcher
- Arnold Schwarzenegger pour le clone d'Adam Gibson dans À l'aube du sixième jour
- Forest Whitaker dans Battlefield Earth

### Pire second rôle féminin
Kelly Preston dans Battlefield Earth
- Patricia Arquette dans Little Nicky
- Joan Collins dans Les Pierrafeu à Rock Vegas
- Thandie Newton dans Mission impossible 2
- Rene Russo dans Les Aventures de Rocky et Bullwinkle

### Pire réalisateur
- Roger Christian pour Battlefield Earth
  - Joe Berlinger pour Blair Witch 2 : Le Livre des ombres (Book of Shadows: Blair Witch 2)
  - Steven Brill pour Little Nicky
  - Brian De Palma pour Mission to Mars
  - John Schlesinger pour Un couple presque parfait (The Next Best Thing)

### Pire scénario
Battlefield Earth par Corey Mandell et J.D. Shapiro, d'après le roman de L. Ron Hubbard
- Blair Witch 2 : Le Livre des ombres par Daniel Myrick, Eduardo Sánchez, Dick Beebe et Joe Berlinger
- Le Grinch par Jeffrey Price et Peter S. Seaman
- Little Nicky par Tim Herlihy (en), Adam Sandler et Steven Brill
- Un couple presque parfait par Tom Ropelewski

### Pire remake ou suite
Blair Witch 2 : Le Livre des ombres
- Le Grinch
- Les Pierrafeu à Rock Vegas
- Get Carter
- Mission impossible 2